# Skid Row (хеві-метал-гурт)
Skid Row (походить від назви району в Лос-Анджелесі, де мешкають переважно безхатченки) — американський рок-гурт, який грає в стилі глем-метал. Гурт засновано в 1986 році в Томс-Рівер, штат Нью-Джерсі. Гурт був комерційно успішним наприкінці 1980-х та на початку 1990-х років через свої перші два альбоми: Skid Row (1989) та Slave to the Grind (1991), який став мульти-платиновим, сягнувши першого місця на Billboard 200. Третій альбом Subhuman Race (1995) був також тепло вшанований критиками, але не зміг повторити успіху своїх попередників. На той період гурт складався з басиста Рейчела Болана, гітаристів Дейва Сабо та Скотті Хілла, барабанщика Роба Аффузо й фронтмена Себастіана Баха. Гурт продав 20 мільйонів альбомів по всьому світу до кінця 1996 року. Гурт розпадався в 1996, та у 2001 возз'єднався. Skid Row були одною з останніх hair-metal команд, які побували на зоряних верхівках перед тим, як рок-сцену накрила хвиля гранжу.
Після заміни Баха на Джонні Солінгера та Аффузо на Філа Варона в 1999 році, Skid Row випустила альбоми Thickskin (2003) та Revolutions per Minute (2006), які були доволі негативно прийняті. У 2015 році Skid Row оголосили, що їхні з Солінгером шляхи розійшлися. У той самий день Болан і Сабо заявили, що Тоні Харнелл, що раніше співав у TNT, став їхнім новим вокалістом. Через вісім місяців, однак, Харнелл також покинув гурт. У 2017 році ЗіПі Терта було названо офіційним вокалістом, після того, як він провів рік як гастролюючий член гурту.

## Історія

### Ранні роки (1986—1988)
Skid Row було створено на початку 1986 року в Томс-Рівер, штат Нью-Джерсі. Ідея створення проєкту належала басисту Рейчелу Болану й гітаристу Дейву Сабо на прізвисько «Снейк».
Через газетні об'яви Рейчел та Снейк знайшли собі компаньйонів: гітариста Скотті Хілла й барабанщика Роба Аффузо.
Була одна проблема — знайти вокаліста. На короткий термін фронтменом гурту був Метт Феллон, але після того, як хлопці надибали на весіллі у рок-фотографа Марка Вайса співаючого 18-літнього Себастіана Бірка на прізвисько Бах, екс-антраксівця було відразу виставлено за двері. Бах приєднався до гурту на початку 1987 року й Skid Row почали давати концерти у клубах по всій східній частині Сполучених Штатів.
Сабо був приятелем Джона Бон Джові та встиг пограти з ним в Bon Jovi, перш ніж його замінив гітарист Річі Самбора. Дейв і Джон домовилися, якщо один з них сягне успіху в музичному бізнесі, то мав би допомагати другу. Сталося так, що молодий, вродливий й талановитий канадець Себастьян Бах вже був пов'язаний контрактом, а його менеджер вимагав непомірні відступні. У Skid Row таких коштів не було, та ситуацію вирішив Джон Бон Джові, який врятував свого старого товариша. Бон Джові не тільки «викупив» Бірка, але й допоміг гурту із записуванням першої платівки. Менеджер Bon Jovi Док МакГі розшукав Skid Row, та забезпечив угоду з Atlantic Records у 1988 році. Skid Row записала свій дебютний альбом в Royal Recorders в Лейк Женева, штат Вісконсін, з продюсером Майклом Вагенером. Перш ніж випустити альбом, керівництво заплатило 35 000$ гітаристу Гері Муру за право називатися Skid Row, бо гурт з такою назвою вже колись існував.

### Skid Row (1986—1988)
Дебютний альбом Skid Row, який вийшов у 1989 році, розташувався на шостій позиції в чартах Billboard. Завдяки хіт-синглам «18 and Life» та «I Remember You» диск швидко набув платинового статусу, а пісня «Youth Gone Wild» стала гімном американської молоді тих часів. Гурт отримав доступ на великі майданчики й з успіхом провів світове турне. Проте колектив залишався в центрі уваги не тільки завдяки своїй музиці, але й скандалам, більшість з яких провокував фронтмен гурту. Особливого галасу викликали два інциденти: коли в вокаліста жбурнули з натовпу скляною пляшкою, розбивши йому голову, й він стрибнув зі сцени, внаслідок чого постраждала фанатка; й коли Бон Джові вимагав повернення вкладених в гурт коштів.
Великий прорив Skid Row зробили у 1989 році під час їх виступу на Фестивалі Миру у Москві, на одній сцені разом з Mötley Crüe, Bon Jovi, Cinderella, Scorpions, Ozzy Osbourne, Парк Горького. Вони виступили перед радянською 75-тисячною аудиторією, справляючи враження, проте шоу в Японії було ще більш ядерним.
Після 17 місяців нескінченних поїздок гурт відчув, що бензин для угару скінчився. Вони відіграли 300 концертів, а тепер хотіли повернутися до нормального життя на якийсь час. Вони вирішили зробити домашнє відео для своїх фанатів, які нетерпляче чекали на вихід другого альбому. «Oh Say Can You Scream» вийшло в 1990 й містило море веселих сцен з турне й сценічних виступів. Більшу частину другої половини 1990-го вони записували другий диск, який жадала почути юрба шанувальників.
Skid Row перетравили усе негаразди й в 1991 році видали другий альбом, який звучав значно потужніше попередника. Попри відсутність так званих «радіо-хітів», Slave to the Grind піднявся на саму верхівку Billboard 200 й перетнув платиновий рубіж. На диску були представлені пісні авторства Рейчела й Девида «Снейка», але на цей раз приклався й Себастіан «Бах» Б'єрк. Альбом містив рубаючий[що?] матеріал, а саме «Monkey Business», «The Threat» й три зворушливі балади: «Quicksand Jesus», «In The Darkened Room», «Wasted Time», в яких йшлося про довіру, інкрустовані чудовими гітарними партіями від Скотті Хілла. Злетівши так високо, музиканти опинились збентеженими відсутністю нових ідей.

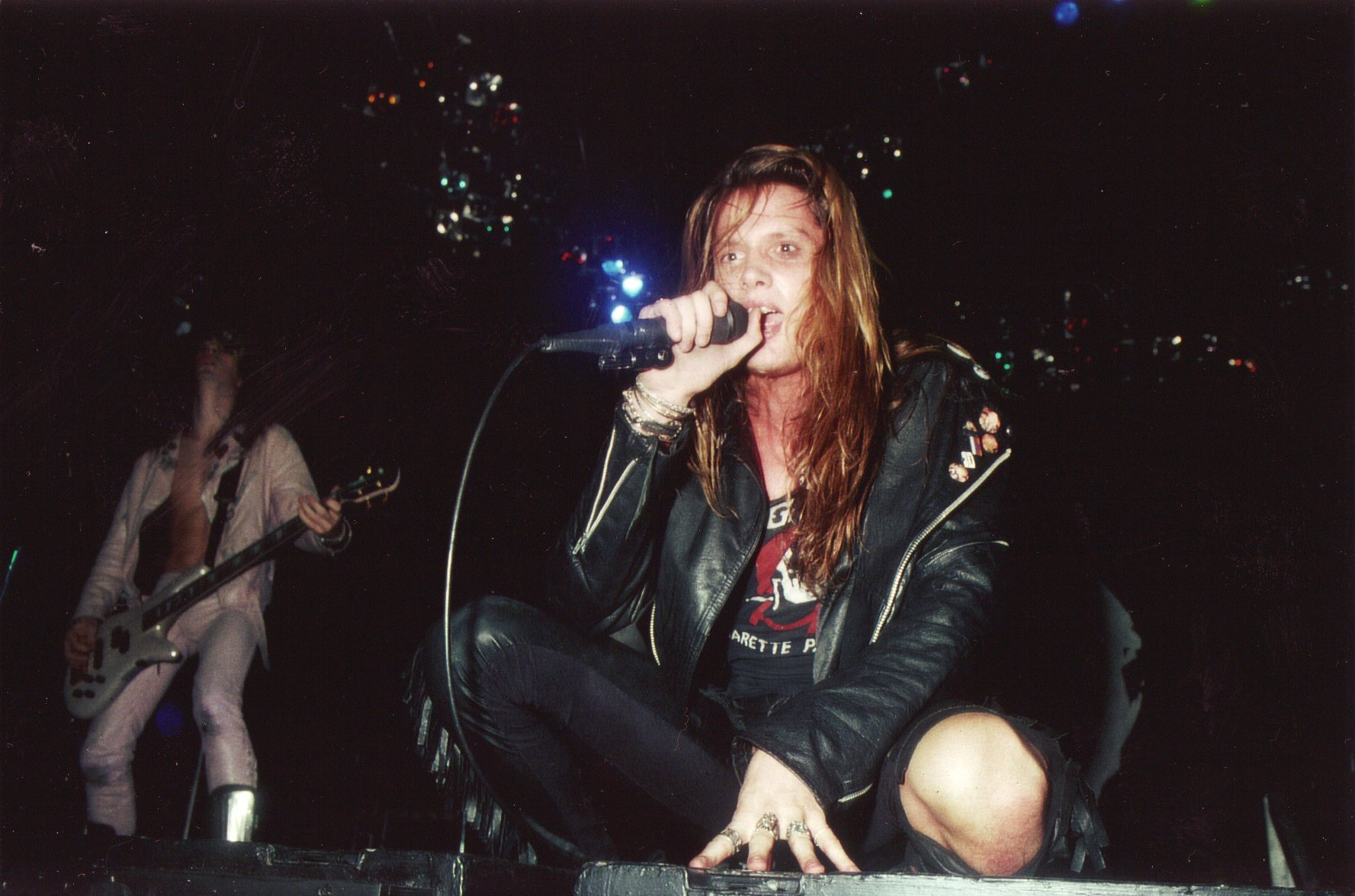
Skid Row на концерті у Франції 30 жовтня 1989 року

Щоб якось заповнити виниклу паузу, у 1992 році вони випустили мініальбом B-Side Ourselves з каверами Ramones, Judas Priest, Jimi Hendrix, Rush та Kiss. Крім того, члени команди зайнялися різними сайд-проектами, а основному гурту приділяли мало уваги. Того часу гурт почав втрачати своїх фанатів через зростаючі хвилі популярності гранжу, коли Nirvana почала штурмувати світові сцени у 1992. Skid Row затихли, очікуючи, поки це нове віяння вичерпається, та навіть подумували про розпуск команди. За іронією долі Nirvana в 80-х декілька раз виступала під назвою Skid Row.
У 1993 були зроблені ще два відео. «Roadkill» було аналогічне першому домашньому відео, а «No Frills» скоріш являла собою класику жанру, з відеокліпами на пісні типу «Slave to the Grind» і «Wasted Time».
Нарешті, у 1995 Skid Row випустили свій третій альбом, який попри засилля «альтернативи» попав до національного Топ 40. Деякі пісні з Subhuman Race стали хітами, проте широкого визнання платівка все ж не набула. Продюсував диск відомий Боб Рок, який працював з Metallica, та звучання пісень доволі відрізнялося від попередніх робіт. Деякі вважають, що це найважча платівка, оскільки містить в собі такі речі як «Bonehead», «Subhuman Race», «Frozen», а також має лише одну баладу «Breakin’ Down», яка стала саундтреком до фільму «Пророцтво». Того самого року також вийшла live-версія альбому під назвою «Subhuman Beings on Tour». Тим часом напруженість в колективі зростала, як наслідок вокаліст грюкнув дверима. Формально Skid Row ніхто не розпускав, а решта вчотирьох намагалася досягти успіху з новим вокалістом Шоном Маккейбом під назвою Ozone Monday. Однак цей альянс не відбувся й гурт набув більш-менш робочої форми коли в складі з'явився Джонні Солінгер. З його приходом команда повернулася до нормального гастрольного графіка, а у 2003 році випустила новий альбом. У 2006 році гурт випускає наступного повноформатника під назвою Revolutions per Minute у тому ж складі.

## Учасники гурту

### Склад
- Рейчел Болан — бас-гітара, бек-вокал (1986—дотепер)
- Дейв Сабо — ритм-гітара, соло-гітара, бек-вокал (1986—дотепер)
- Скотті Хілл — ритм-гітара, соло-гітара, бек-вокал (1987—дотепер)
- Роб Хаммерсміт — барабани (2010—дотепер)
- Ерік Грьонвал[en] — вокал (2022—дотепер)

### Колишні учасники
- Мет Феллон — вокал (1986—1987)
- Джон Ратковські-мол. — барабани (1986—1987)
- Джим Юхас — ритм-гітара (1986—1987)
- Роб Аффузо — барабани (1987—1998)
- Себастьян Бах — вокал (1987—1996)
- Чарлі Міллз — барабани (1999—2000)
- Філ Верон — барабани (2000—2004)
- Тімоті Дідуро — барабани (2004)
- Дейв Гара — барабани (2004—2010)
- Джонні Солінгер — вокал (1999—2015)
- Харнел, Тоні — вокал (2015)
- ЗіПі Терт — вокал (2017—2022)

## Дискографія
- Skid Row (1989)
- Slave to the Grind (1991)
- B-Side Ourselves (1992)
- Subhuman Race (1995)
- 40 Seasons — The Best of Skid Row (1998)
- Thickskin (2003)
- Revolutions per Minute (2006)
- United World Rebellion — Chapter 1 (2013)
- United World Rebellion — Chapter 2 (2014)
- The Gang's All Here (2022)